# Карлос Мария Домингес
Карлос Мария Домингес (на испански: Carlos María Domínguez) е аржентински журналист, редактор и писател на произведения в жанра социална драма, биография, пътепис, публицистика и документалистика.

## Биография и творчество
Карлос Мария Домингес е роден на 23 април 1955 г. в Буенос Айрес, Аржентина. Баща му продава и ремонтира пишещи машини. След завършване на гимназия започва да работи в банка, но след първата заплата напуска и обикаля страната. След завръщането си започва да работи като журналист в списание Crisis в Буенос Айрес при Едуардо Галеано, където е редактор и след това директор. През 1989 г. се премества в Монтевидео, Уругвай. Там работи като редактор и сътрудник на литературните страници на седмичника Brecha, редактира литературните страници на седмичника Búsqueda пише литературна критика в културната притурка на испанския всекидневник El País.
През 1985 г. е издаден първият му роман Pozo de Vargas. Следват романите му La Mujer Hablada, който печели наградата „Бартоломю Идалго“, и „Три резки на моята карабина“, който печели наградата „Хуан Карлос Онети“.
През 2002 г. е издадена книгата му „Къщата от хартия“. Историята започва със смъртта на Блума Ленън, прегазена от кола, докато чете поема на Емили Дикинсън. Когато след няколко дни за нея се получава странно издание на „Линията на сянката“от Джоузеф Конрад покрито с миниатюрни частици цимент, разказвачът, и едновременно герой, започва разследване, напускайки университетския си кабинет в Кеймбридж, за да отиде в Уругвай и да разбули тайната на книгата, и самоубийствената страст към книгите и колекционерството. Романът печели наградата на фондация „Лолита Рубиал“ и наградата на виенското жури за юношеска литература. Преведен е на над 20 езика по света.
През 2009 г. е издаден романът му „Слепият бряг“. В историята, която се развива в Уругвай, младата Камбоджа бяга от дома си и пътува по крайбрежната ивица търсейки път в объркания си живот. Срещата ѝ с доста по-възрастния самотен и объркан Артуро ще върне образи от миналото и черната сянка на диктатурата, като се оказва, че двамата са свързани с една тайна. Романът е метафора за живота като верига от недоразумения и случайности.
Автор е на няколко документални книги, като „Престъпления от жестока любов“, „Надписи във водата“ и „Дълбокия север“, и на биографии, включително на „Изграждане на нощта“ от 1993 г. за писателя Хуан Карлос Онети, както и на сборника с разкази „Пусти морета“.
Карлос Мария Домингес живее със семейството си в Монтевидео.

## Произведения

### Самостоятелни романи
- Pozo de Vargas (1985)[1][2]
- Bicicletas negras (1990)
- La mujer hablada (1995) – награда „Бартоломю Идалго“
- Tres muescas en mi carabina (2002) – награда „Хуан Карлос Онети“
- La casa de papel (2002) – награда „Лолита Рубиал“, награда на виенското жури за млади читатели
Къщата от хартия, изд.: ИК „Рива“, София (2010), прев. Лилия Добрева
- La costa ciega (2009)
Слепият бряг, Унив. изд. „Св. Климент Охридски“ (2016), прев. Людмила Илиева-Сивкова
- Cuando el río suena (2012)
- La breve muerte de Waldemar Hansen (2013)
- El idioma de la fragilidad (2017)

### Биографии
- Construcción de la noche. La vida de Juan Carlos Onetti (1993) – за Хуан Карлос Онети[1][2]
- El bastardo. La vida de Roberto de las Carreras y su madre Clara (1997) – за поета Роберто де лас Карерас (1873 – 1963)
- Tola Invernizzi. La rebelión de la ternura (2001) – за художника Хосе Луис Инверници

### Разкази
- La confesión de Johnny (1998)

### Сборници
- Mares baldíos (2005) – разкази[1]

### Документалистика
- El compás de oro (1999) – статии и интервюта[1]
- Delitos de amores crueles. Las mujeres uruguayas y la justicia, 1865 – 1911 (2001)
- Una joya por cada rata. Memorias de un asaltante de bancos (2001)
- Escritos en el agua (2002)
- Historias del polvo y el camino (2002) – статии
- El norte profundo (2004)
- Las puertas de la tierra (2007)
- 24 ilusiones por segundo : La historia de Cinemateca Uruguaya (2013)
- Dura, fuerte y alocada. La historia del teatro El Galpón (2020)

### Екранизации
- 2020 Wax Is Love – режисьор